# 謝爾蓋·伊格納舍維奇
謝爾蓋·尼古拉耶维奇·伊格納舍維奇（俄语：Сергей Николаевич Игнашевич，發音：[sʲɪrˈɡʲej nʲɪkɐˈla(j)ɪvʲɪtɕ ɪɡnɐˈʂɛvʲɪtɕ]；1979年7月14日—），俄羅斯足球主教练，運動員时期在場上司職後衛。他曾效力于俄羅斯足球超級聯賽球隊莫斯科中央陸軍足球俱樂部。他也曾代表俄羅斯國家足球隊參賽。

## 国际职业生涯

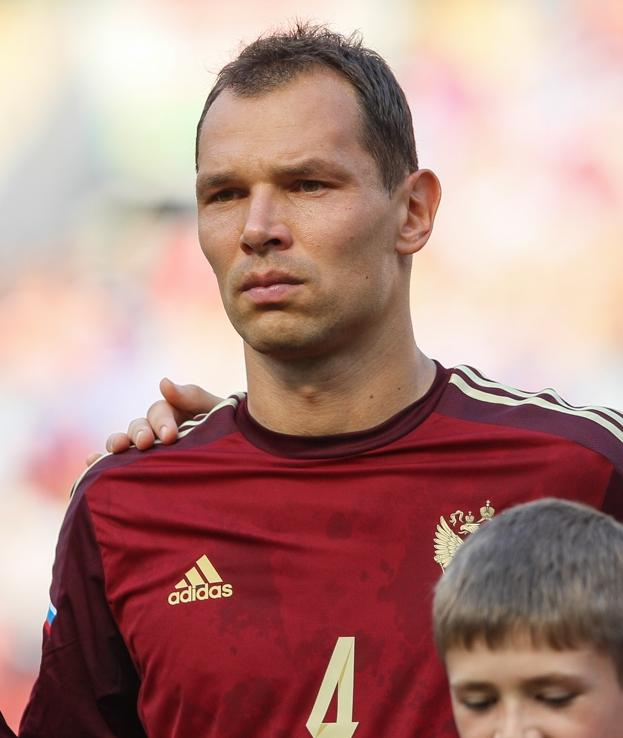
2014年，伊格纳舍维奇代表俄罗斯队出场

2002年8月21日，伊格纳舍维奇首次代表俄罗斯国家足球队对阵瑞典队亮相。 他在队伍的所有十场2004年欧洲足球锦标赛预选赛比赛中都首发出场，打进三球，但因伤错过了葡萄牙举办的锦标赛决赛阶段。 他随后代表俄罗斯参加了2008年和2012年的欧洲足球锦标赛，并在前者中帮助球队进入了半决赛。
2014年6月2日，伊格纳舍维奇入选了俄罗斯的2014年国际足联世界杯阵容。 6月16日，他在球队对阵韩国队的首场小组赛中完成了他的国际足联世界杯首秀。 随后，他在6月22日的第二场比赛中对阵比利时队，在马拉卡纳体育场首发出场。 他成为继维克多·奥诺普科之后，第二位在对阵阿尔及利亚队的小组赛中获得第100场国际比赛的俄罗斯球员。俄罗斯在比赛中战平1-1，对手凭借积分晋级，结束了俄罗斯的比赛。
在2018年国际足联世界杯之前，伊格纳舍维奇宣布退出国际足坛，并于2018年5月14日入选，取代受伤的鲁斯兰·坎博洛夫。 2018年6月3日，他入选了最终的世界杯阵容。 他是1970年代出生的四名球员之一，参加了比赛，其他三名分别是蒂姆·卡希尔（澳大利亚）、拉斐尔·马尔克斯（墨西哥）和埃萨姆·艾哈达里（埃及）。在对阵西班牙的十六强比赛中，他在角球定位球中与塞尔吉奥·拉莫斯争顶时攻入乌龙球，但俄罗斯随后凭借点球扳平比分，在点球大战中，伊格纳舍维奇成功将点球罚入，帮助俄罗斯晋级。在俄罗斯在对阵克罗地亚队的世界杯四分之一决赛中，比赛在加时赛结束时以2-2战平，他在点球大战中成功罚进一球，之后宣布从所有形式的足球比赛中退役。

## 执教生涯
在结束职业生涯后，伊格纳舍维奇被任命为PFC CSKA莫斯科青年队的管理员。
2019年6月4日，他成为托尔比托莫斯科足球俱乐部的主教练，该俱乐部在晋升至俄罗斯足球全国联赛后的几天内，即迎来了他的任命。 2021年3月22日，他与托尔比托解除了合同，双方达成了共识。
2021年10月2日，他被任命为俄罗斯足球全国联赛俱乐部巴尔蒂卡加里宁格勒的主教练。 2023年5月19日，巴尔蒂卡成功晋级至2023-24赛季的俄罗斯超级联赛，经过25年的低级别联赛后重返顶级联赛。

## 球会数据
更新至2013年5月18日
| 球会             | 联赛               | 球季     | 联赛 | 联赛 | 杯赛 | 杯赛 | 欧洲赛 | 欧洲赛 | 总共 | 总共 |
| 球会             | 联赛               | 球季     | 出賽 | 進球 | 出賽 | 進球 | 出賽   | 進球   | 出賽 | 進球 |
| ---------------- | ------------------ | -------- | ---- | ---- | ---- | ---- | ------ | ------ | ---- | ---- |
| 奥列霍沃斯巴达克 | 俄羅斯足球甲級聯賽 | 1999     | 17   | 1    | 1    | 0    | -      | -      | 18   | 1    |
| 奥列霍沃斯巴达克 | 总共               | 总共     | 17   | 1    | 1    | 0    | 0      | 0      | 18   | 1    |
| 萨马拉苏维埃之翼 | 俄羅斯足球超級聯賽 | 1999     | 6    | 1    | 1    | 0    | -      | -      | 7    | 1    |
| 萨马拉苏维埃之翼 | 俄羅斯足球超級聯賽 | 2000     | 25   | 1    | 2    | 0    | -      | -      | 27   | 1    |
| 萨马拉苏维埃之翼 | 总共               | 总共     | 31   | 2    | 3    | 0    | 0      | 0      | 34   | 2    |
| 莫斯科火車頭     | 俄羅斯足球超級聯賽 | 2001     | 23   | 0    | 1    | 0    | 10     | 1      | 34   | 1    |
| 莫斯科火車頭     | 俄羅斯足球超級聯賽 | 2002     | 29   | 1    | 1    | 0    | 14     | 2      | 44   | 3    |
| 莫斯科火車頭     | 俄羅斯足球超級聯賽 | 2003     | 25   | 3    | 2    | 0    | 8      | 2      | 35   | 5    |
| 莫斯科火車頭     | Total              | Total    | 77   | 4    | 4    | 0    | 32     | 5      | 113  | 9    |
| 莫斯科中央陸軍   | 俄羅斯足球超級聯賽 | 2004     | 22   | 1    | 3    | 0    | 7      | 0      | 32   | 1    |
| 莫斯科中央陸軍   | 俄羅斯足球超級聯賽 | 2005     | 22   | 5    | 6    | 0    | 16     | 2      | 44   | 7    |
| 莫斯科中央陸軍   | 俄羅斯足球超級聯賽 | 2006     | 26   | 2    | 7    | 1    | 6      | 0      | 39   | 3    |
| 莫斯科中央陸軍   | 俄羅斯足球超級聯賽 | 2007     | 26   | 3    | 6    | 1    | 7      | 0      | 39   | 4    |
| 莫斯科中央陸軍   | 俄羅斯足球超級聯賽 | 2008     | 28   | 4    | 2    | 1    | 6      | 0      | 36   | 5    |
| 莫斯科中央陸軍   | 俄羅斯足球超級聯賽 | 2009     | 29   | 3    | 5    | 0    | 9      | 0      | 43   | 3    |
| 莫斯科中央陸軍   | 俄羅斯足球超級聯賽 | 2010     | 28   | 2    | 2    | 0    | 10     | 1      | 40   | 3    |
| 莫斯科中央陸軍   | 俄羅斯足球超級聯賽 | 2011-12  | 38   | 5    | 5    | 2    | 12     | 1      | 55   | 8    |
| 莫斯科中央陸軍   | 俄羅斯足球超級聯賽 | 2012-13  | 28   | 0    | 3    | 0    | 2      | 0      | 33   | 0    |
| 莫斯科中央陸軍   | 总共               | 总共     | 247  | 25   | 39   | 5    | 75     | 4      | 361  | 34   |
| 生涯合共         | 生涯合共           | 生涯合共 | 373  | 32   | 47   | 5    | 107    | 9      | 527  | 46   |

## 荣誉

### 球会
莫斯科火車頭足球俱樂部
- 俄羅斯足球超級聯賽: 2002
- 俄羅斯杯: 2001
- 俄羅斯超級杯: 2003

莫斯科中央陸軍足球俱樂部
- 歐霸盃 (1): 2005
- 俄羅斯足球超級聯賽 (3): 2005, 2006, 2012-13
- 俄羅斯杯 (6): 2004–05, 2005–06, 2007–08, 2008–09, 2010–11, 2012–13
- 俄羅斯超級杯 (4): 2004, 2006, 2007, 2009

### 国际赛
俄罗斯
- 歐洲國家盃: 2008 铜牌

### 个人
- 俄羅斯足球超級聯賽最佳33人 (12): 2001, 2002, 2003, 2004, 2005, 2006, 2007, 2008, 2009, 2010, 2011, 2012/13

## 外部連結
- 官方網站